# John Creasey
Œuvres principales
- Série Le Baron (1937-1979), sous le pseudonyme de Anthony Morton
- Série Gideon (1955-1976), sous le pseudonyme de J.J. Marric

John Creasey (Southfields, Borough londonien de Wandsworth, 17 septembre 1908 - Salisbury, Wiltshire, 9 juin 1973) est un écrivain britannique de romans populaires. Il a utilisé au cours de sa carrière de nombreux pseudonymes dont les principaux sont Anthony Morton, Michael Halliday, Jeremy York, Normam Deane et J. J. Marric, pseudonyme sous lequel il remporte le Prix Edgar-Allan-Poe du meilleur roman en 1962.

## Biographie
John Creasey est né dans une famille très modeste, septième d'une fratrie de neuf enfants. Il souffre de la poliomyélite durant son enfance, mais parvient à surmonter sa maladie. Il entre dans la vie active à l'âge de 14 ans et, selon un décompte fait par ses soins, aurait exercé vingt-cinq métiers différents jusqu'à l'âge de 21 ans.
Selon ses dires, il aurait commencé à envoyer des nouvelles à divers éditeurs dès l'âge de dix ans, jusqu'à ce que la 744e, alors qu'il est âgé de dix-sept ans, soit acceptée et payée trois guinées (la guinée valait une livre et un shilling).
Après ce premier « succès », il juge venu le temps de s'essayer au roman et en écrit une dizaine avant que ne soit accepté le premier d'entre eux, intitulé Seven Time Seven, publié le 22 janvier 1932, alors qu'il est âgé de 23 ans. Il publie une cinquantaine d'autres romans dans les quatre années qui suivirent et, en 1936, démissionne de son dernier emploi salarié en affirmant être « décidé de gagner sa vie en écrivant ». Et, de fait, le succès public du Baron témoigne de la justesse de ses vues.
Les éditeurs de John Creasey, comme effrayés par l'énergie productrice de leur écrivain (une moyenne d'une vingtaine de romans par an) lui imposent très tôt de répartir sa production littéraire sous divers pseudonymes, ne pouvant guère envisager de publier, sous le même nom d'auteur, autant de livres se rattachant à des genres très différents. De fait, si le roman policier prend la part du lion, l'œuvre complet de John Creasey embrasse un grand nombre de genres littéraires : aventures, espionnage, western (sous les noms de Tex Riley, William K. Reilly et K. Ranger), roman d'amour (Margaret Ranger, Elise Fecamps, Henry St John Cooper), littérature pour enfants, ouvrages sur le sport (Patrick Gill, James Marsden)… Son œuvre totaliserait 562 romans, écrits durant une quarantaine d'années, sous plus de 25 pseudonymes différents (en plus de son vrai nom) et traduits en vingt-sept langues.
En France, Fayard traduit une quinzaine de titre de la Série ayant pour héros Le Prince (The Toff, en anglais), une sorte clône du Saint de Leslie Charteris, cependant que la collection Le Masque traduit de façon soutenue à partir des années 1950 les romans policiers de Creasey ayant pour héros l'inspecteur West (43 titres, dont deux posthumes, de 1942 à 1978) et ceux signés Michael Halliday. Sous ce dernier nom, seuls quelques récits comptent des enquêteurs récurrents dans deux séries distinctes: celle des frères Martin et Richard Fane (4 titres de 1951 à 1953) et celle du docteur Emmanuel Cellini (11 titres, dont deux posthumes, de 1965 à 1975).
Le plus célèbre pseudonyme de Creasey en France demeure assurément Anthony Morton, sous lequel est publié, à partir de 1937, les 47 romans de la série Le Baron, dont 25 ont été traduits en français.
Creasey est également reconnu pour la série de l'inspecteur Gideon, signée J.J. Marric, qui compte 21 titres parus de 1955 à 1976 et qui a été traduite en France aux Presses de la Cité. Le premier roman de procédure policière de cette série a été porté à l'écran par John Ford sous le titre L'Inspecteur de service (Gideon's Day) avec Jack Hawkins.
De 1956 à 1965, Creasey est aussi éditeur, du John Creasey Mystery Magazine, qui publie des nouvelles de divers auteurs policiers, et il crée en outre, en 1957, sa propre maison d'édition, Jay Books, qui réédite notamment une centaine de ses propres romans.
Il participe à la fondation, en 1953, de la Crime Writers' Association, et la préside en 1966-1967.
Parallèlement à ces travaux d'écriture, John Creasey s'intéresse à la politique, ce qui le conduit à être candidat à cinq reprises à la Chambre des communes britannique, la première fois sous les couleurs du Parti libéral, en 1950, puis les quatre fois suivantes comme candidat indépendant. Il ne fut toutefois jamais élu.
Il a été marié quatre fois, et a eu un fils de chacune de ses trois premières épouses. Sa dernière union eut lieu trois semaines avant son décès subit des suites d'une attaque cardiaque.

## Liste des pseudonymes
Gordon Ashe, M. E. Cooke, Norman Deane, Robert Caine Frazer, Elise Fecamps, Patrick Gill, Michael Halliday, Charles Hogarth, Brian Hope, Colin Hughes, Kyle Hunt, Abel Mann, Peter Manton, J. J. Marric, James Marsden, Richard Martin, Rodney Mattheson, Anthony Morton, K. Ranger, Margaret Ranger, William K. Reilly, Tex Riley, Henry St John Cooper, Jeremy York.

## Œuvre

### Romans

#### SérieInspecteur West
- Inspector West Takes Charge (1942)
- Inspector West Leaves Town ou Go Away to Murder (1943) Publié en français sous le titre Morts accidentelles, Paris, Les Publications G. Ventillard, coll. Minuit no 24, 1949
- Inspecteur West at home (1944) Publié en français sous le titre L'inspecteur West travaille à domicile, Paris, Librairie des Champs-Élysées, Le Masque no 936, 1966
- Inspector West regrets (1945) Publié en français sous le titre Avec les regrets de l'inspecteur West, Paris, Librairie des Champs-Élysées, Le Masque no 947, 1966
- Holiday for Inspector West (1946) Publié en français sous le titre L'inspecteur West est en vacances, Paris, Librairie des Champs-Élysées, Le Masque no 972, 1967
- Battle for Inspector West (1948) Publié en français sous le titre Bagarre pour l'inspecteur West, Paris, Ditis, coll. La Chouette no 87, 1958
- Triumph for Inspector West ou The Case Against Paul Raeburn (1948) Publié en français sous le titre Un mort de trop, Paris, Éditions de la Paix, coll. PJ no 11, 1949 Publié en français dans une autre traduction sous le titre L'inspecteur West triomphe, Paris, Librairie des Champs-Élysées, Le Masque no 987, 1967
- Inspector West Kicks Off ou Sport for Inspector West (1949) Publié en français sous le titre Football pour l'inspecteur West, Paris, Librairie des Champs-Élysées, Le Masque no 1013, 1968
- Inspector West Alone (1950) Publié en français sous le titre Un bistouri pour l'inspecteur, Paris, Hachette, coll. Le Point d'interrogation, 1954
- Inspector West Cries Wolf ou The Creepers (1950) Publié en français sous le titre La Marque du loup, Paris, Hachette, coll. Le Point d'interrogation, 1954
- A Case for Inspector West ou The Figure in the Dusk (1951) Publié en français sous le titre L'Inspecteur West et l'inconnu, Paris, Librairie des Champs-Élysées, Le Masque no 997, 1968
- Puzzle for Inspector West ou The Dissemblers (1951) Publié en français sous le titre Casse-tête pour l'inspecteur West, Paris, Hachette, coll. Le Point d'interrogation, 1954
- Inspector West at Bay ou The Blind Spot (1952)
- A Gun for Inspector West ou Give a Man a Gun (1953)
- Send Inspector West ou Send Superintendent West (1953) Publié en français sous le titre L'Inspecteur West à New York, Paris, Ditis, coll. La Chouette no 137, 1959
- A Beauty for Inspector West ou The Beauty Queen Killer (1954) Publié en français sous le titre Reines de beauté, Paris, Librairie des Champs-Élysées, Le Masque no 1026, 1968
- Inspector West Makes Haste ou The Gelignite Gang (1955)
- Two for Inspector West ou Murder: One, Two, Three (1955)
- Parcels for Inspector West ou Death of a Postman (1956) Publié en français sous le titre Des colis pour l'inspecteur West, Paris, Librairie des Champs-Élysées, Le Masque no 1038, 1968
- A Prince for Inspector West ou Death of an Assassin (1956) Publié en français sous le titre Triomphe pour l'inspecteur West, Paris, Ditis, coll. La Chouette no 175, 1960
- Accident for Inspector West ou Hit and Run (1957) Publié en français sous le titre Feu vert pour l'inspecteur West, Paris, Ditis, coll. La Chouette no 117, 1959 Publié en français dans une autre traduction sous le titre Le Pasteur et l'inspecteur West, Paris, Librairie des Champs-Élysées, Le Masque no 1062, 1969
- Find Inspector West ou The Trouble at Saxby's (1957) Publié en français sous le titre West joue à cache-cache, Paris, Librairie des Champs-Élysées, Le Masque no 1080, 1969
- Murder, London - New York (1958)
- Strike for Death ou The Killing Strike (1958)
- Death of a Racehorse (1959) Publié en français sous le titre West joue le tocard, Paris, Librairie des Champs-Élysées, Le Masque no 1106, 1970
- The Case of the Innocent Victims (1959) Publié en français sous le titre West cherche la blonde, Paris, Librairie des Champs-Élysées, Le Masque no 1140, 1970
- Murder on the Line (1960) Publié en français sous le titre Du sang sur les rails, Paris, Librairie des Champs-Élysées, Le Masque no 1126, 1970
- Death in Cold Print (1961) Publié en français sous le titre Curieux week-end pour West, Paris, Librairie des Champs-Élysées, Le Masque no 1160, 1971
- The Scene of the Crime (1961)
- Policeman's Dread (1962) Publié en français sous le titre On chante faux à Scotland Yard, Paris, Librairie des Champs-Élysées, Le Masque no 1168, 1971
- Hang the Little Man (1963)
- Look Three Ways at Murder (1964)
- Murder, London - Australia (1965) Publié en français sous le titre West et l'Australienne, Paris, Librairie des Champs-Élysées, Le Masque no 1184, 1971
- Murder, London - South Africa (1966)
- The Executioners (1967) Publié en français sous le titre La Peine de mort, Paris, Librairie des Champs-Élysées, Le Masque no 1193, 1971
- So Young to Burn (1968) Publié en français sous le titre La Chasse aux amoureux, Paris, Librairie des Champs-Élysées, Le Masque no 1251, 1972
- Murder, London - Miami (1969)
- A Part for a Policeman (1970) Publié en français sous le titre West et les Irlandais, Paris, Librairie des Champs-Élysées, Le Masque no 1222, 1972
- Alibi ou Alibi for Inspector West (1971)
- A Splinter of Glass (1972) Publié en français sous le titre L'Éclat de verre, Paris, Librairie des Champs-Élysées, Le Masque no 1266, 1973
- The Theft of Magna Carta (1973) Publié en français sous le titre West et la grande charte, Paris, Librairie des Champs-Élysées, Le Masque no 1441, 1976
- The Extortioners (1974)
- A Sharp Rise in Crime (1978)

#### SérieLe Prince
1. Introducing the Toff (1938)
2. The Toff Goes On (1939)
3. The Toff Steps Out (1939)
4. Here Comes the Toff (1940) Publié en français sous le titre Le Prince entre dans le bain, Paris, Fayard, coll. Le Prince no 1, 1950
5. The Toff Breaks In (1940)
6. Salute the Toff (1941)
7. The Toff Proceeds (1941)
8. The Toff Goes to Market (1942)
9. The Toff is Back (1942) Publié en français sous le titre Le Prince en uniforme, Paris, Fayard, coll. Le Prince no 3, 1950
10. The Toff Among Millions (1943)
11. Accuse the Toff (1943) Publié en français sous le titre Le Prince contre Scotland Yard, Paris, Fayard, coll. Le Prince no 5, 1951
12. The Toff and the Curate ou The Toff and the Deadly Parson (1944)
13. The Toff and the Great Illusion (1944)
14. Feathers for the Toff (1945)
15. The Toff and the Lady (1946) Publié en français sous le titre Le Prince et la dame en noir, Paris, Fayard, coll. Le Prince no 2, 1950
16. The Toff on Ice ou Poison for The Toff (1946) Publié en français sous le titre Le Prince en perte de vitesse..., Paris, Fayard, coll. Le Prince no 7, 1951
17. Hammer the Toff (1947) Publié en français sous le titre Le Prince contre le marteau, Paris, Fayard, coll. Le Prince no 4, 1950
18. The Toff in Town (1947)
19. The Toff Takes Shares (1948) Publié en français sous le titre Le Prince et les barbus, Paris, Fayard, coll. Le Prince no 8, 1952
20. The Toff and Old Harry (1949)
21. The Toff on Board (1949) Publié en français sous le titre Le Prince en croisière, Paris, Fayard, coll. Le Prince no 6, 1951
22. Fool the Toff (1950) Publié en français sous le titre Le Prince sonne l'hallali, Paris, Fayard, coll. Le Prince no 11, 1953
23. Kill the Toff (1950)
24. A Knife for the Toff (1951) Publié en français sous le titre Le Retour du Prince, Paris, Ditis, coll. La Chouette no 191, 1960
25. The Toff Goes Gay ou A Mask for the Toff (1951) Publié en français sous le titre Le Prince découvre les Champs-Élysées, Paris, Fayard, coll. Le Prince no 9, 1952
26. Hunt the Toff (1952) Publié en français sous le titre Le Prince hors-la-loi, Paris, Fayard, coll. Le Prince no 10, 1953
27. Call the Toff (1953) Publié en français sous le titre Le Prince, l'amour et les diamants, Paris, Fayard, coll. Le Prince no 13, 1954
28. The Toff Down Under ou Break the Toff (1953) Publié en français sous le titre Le Prince joue avec Casque d'or, Paris, Fayard, coll. Le Prince no 12, 1954
29. Murder Out of the Past (1953)
30. The Toff at Butlin's (1954) Publié en français sous le titre Le Prince et les vestes rouges, Paris, Fayard, coll. Le Prince no 14, 1955
31. The Toff at the Fair ou Last Laugh For The Toff (1954) Publié en français sous le titre Le Prince à la fête foraine, Paris, Fayard, coll. Les 3 A, 1956
32. A Six for the Toff ou A Score for the Toff (1955)
33. The Toff and the Deep Blue Sea (1955) Publié en français sous le titre Le Prince sur la Côte d'Azur, Paris, Fayard, coll. Les 3 A, 1957
34. Make-Up for the Toff ou Kiss the Toff (1956) Publié en français sous le titre Maquillage pour le Prince, Paris, Fayard, coll. Les 3 A, 1957
35. The Toff in New York (1956)
36. Model for the Toff (1957) Publié en français sous le titre Le Prince et le mannequin, Paris, Ditis, coll. La Chouette no 200, 1961
37. The Toff on Fire (1957)
38. The Toff and the Stolen Tresses (1958)
39. The Toff on the Farm ou Terror for the Toff (1958)
40. Double for the Toff (1959)
41. The Toff and the Runaway Bride (1959)
42. A Rocket for the Toff (1960)
43. The Toff and the Kidnapped Child ou The Kidnapped Child (1960)
44. Follow the Toff (1961)
45. The Toff and the Teds ou The Toff and the Toughs (1961)
46. A Doll for the Toff (1959)
47. Leave It to the Toff (1962)
48. The Toff and the Spider (1965)
49. The Toff in Wax (1966)
50. A Bundle for the Toff (1967)
51. Stars for the Toff (1968)
52. The Toff and the Golden Boy (1969)
53. The Toff and the Fallen Angels (1970)
54. Vote for the Toff (1971)
55. The Toff and the Trip-Trip-Triplets (1972)
56. The Toff and the Terrified Taxman (1973)
57. The Toff and the Sleepy Cowboy (1974)
58. The Toff and the Crooked Copper (1977)
59. The Toff and the Dead Man's Finger (1978)

#### SérieDépartement Z
- Redhead (1933)
- The Death Miser (1933)
- First Came a Murder (1934)
- Death Round the Corner (1935)
- The Mark of the Crescent (1935)
- Thunder in Europe (1936)
- The Terror Trap (1936)
- Carriers of Death (1937)
- Days of Danger (1937)
- Death Stands By (1938)
- Menace ! (1938)
- Murder Must Wait (1939)
- Panic ! (1939)
- Death by Night (1940)
- The Island of Peril (1940)
- Sabotage (1941)
- Go away Death (1941)
- The Day of Disaster (1942)
- Prepare for Action (1942)
- No Darker Crime (1943)
- Dangerous Quest (1944)
- Dark Peril (1944)
- The Peril Ahead (1946)
- The League of Dark Men (1947) Publié en français sous le titre Clarissa et les tondus, Paris, Éditions de la Paix, coll. PJ no 12, 1949
- The Department of Death (1949)
- The Enemy Within (1950)
- Dead or Alive (1951)
- A Kind of Prisoner (1954)
- The Black Spiders (1957)

#### SérieDocteur Palfrey
1. Traitor's Doom (1942)
2. The Valley of Fear ou The Perilous Country (1943)
3. The Legion of the Lost (1943)
4. Dangerous Quest (1944)
5. Death in the Rising Sun (1945)
6. The Hounds of Vengeance (1945)
7. Shadow of Doom (1946)
8. The House of the Bears (1946) Publié en français sous le titre La Maison des ours, Paris, Éditions de la Paix, coll. PJ no 7, 1948
9. Dark Harvest (1947)
10. The Wings of Peace (1948)
11. The Sons of Satan (1948)
12. The Dawn of Darkness (1949)
13. The League of Light (1949)
14. The Man Who Shook the World (1950)
15. The Prophet of Fire (1951)
16. The Children of Hate ou The Killers of Innocence (1952)
17. The Touch of Death (1954)
18. The Mists of Fear (1955)
19. The Flood (1956)
20. The Plague of Silence (1958)
21. The Drought ou Dry Spell (1959)
22. The Terror (1962)
23. The Depths (1963)
24. The Sleep (1964)
25. The Inferno (1965)
26. The Famine (1967)
27. The Blight (1968)
28. The Oasis (1969)
29. The Smog (1970)
30. The Unbegotten (1971)
31. The Insulators (1972)
32. The Voiceless Ones (1973)
33. The Thunder-Maker (1976), roman posthume
34. The Whirlwind (1979), roman posthume

#### SérieSexton Blake
- The Case of the Murdered Financier (1937)
- The Great Air Swindle (1939)
- The Man from Fleet Street (1940)
- The Case of the Mad Inventor (1942)
- Private Carter's Crime (1943)

#### Autres romans
- Seven Times Seven (1932)
- Men, Maids and Murder (1933)
- The Masters of Bow Street (1972)

#### SérieLe Baron, signée Anthony Morton
- Meet the Baron ou The Man in the Blue Mask (1937) Publié en français sous le titre Le Baron les croque, Paris, Ditis, coll. La Chouette no 3, 1955 ; réédition, Paris, J'ai lu police no 43, 1966 ; réédition, Paris, J'ai lu no 382, 1971 ; réédition, Paris, Librairie des Champs-Élysées, coll. Club des Masques no 546, 1985 ; réédition dans Le Baron, vol. 1, Paris, Librairie des Champs-Élysées, coll. Les Intégrales de Masque, 1993
- The Baron Returns ou The Return of Blue Mask (1937)
- The Baron Again ou Salute Blue Mask (1938) Publié en français sous le titre Le Baron chez les fourgues, Paris, Ditis, coll. La Chouette no 7, 1955 ; réédition, Paris, J'ai lu police no 41, 1965 ; réédition, Paris, J'ai lu no 375, 1970 ; réédition sous le titre Le Baron et le receleur, Paris, Librairie des Champs-Élysées, coll. Club des Masques no 545, 1985 ; réédition dans Le Baron, vol. 1, Paris, Librairie des Champs-Élysées, coll. Les Intégrales de Masque, 1993
- The Baron at Bay ou Blue Mask at Bay (1938)
- Alias the Baron ou Alias Blue Mask (1939)
- The Baron at Large ou Challenge Blue Mask! (1939)
- Versus the Baron ou Blue Mask Strikes Again (1940) Publié en français sous le titre Le Baron sonne les flics, Paris, Ditis, coll. La Chouette no 13, 1955 ; réédition sous le titre Noces pour le Baron, Paris, J'ai lu police no 50, 1966 ; réédition, Paris, J'ai lu no 385, 1971 ; réédition, Paris, Librairie des Champs-Élysées, coll. Club des Masques no 548, 1985 ; réédition, Paris, Librairie des Champs-Élysées, coll. Les Intégrales de Masque, 1993
- Call for the Baron ou Blue Mask Victorious (1940)
- The Baron Comes Back (1943) Publié en français sous le titre Le Baron est bon prince, Paris, Ditis, coll. La Chouette no 11, 1955 ; réédition, Paris, J'ai lu police no 52, 1966 ; réédition, Paris, J'ai lu no 395, 1971 ; réédition, Paris, Librairie des Champs-Élysées, coll. Club des Masques no 547, 1985 ; réédition dans Le Baron, vol. 1, Paris, Librairie des Champs-Élysées, coll. Les Intégrales de Masque, 1993
- A Case for the Baron (1945) Publié en français sous le titre Le Baron se dévoue, Paris, Ditis, coll. La Chouette no 17, 1956 ; réédition, Paris, J'ai lu police no 55, 1967 ; réédition, Paris, J'ai lu no 401, 1971 ; réédition, Paris, Librairie des Champs-Élysées, coll. Club des Masques no 549, 1985 ; réédition dans Le Baron, vol. 1, Paris, Librairie des Champs-Élysées, coll. Les Intégrales de Masque, 1993
- Reward for the Baron (1945)
- Career for the Baron (1946) Publié en français sous le titre Le Baron et le poignard, Paris, Ditis, coll. La Chouette no 21, 1956 ; réédition, Paris, J'ai lu police no 1, 1963 ; réédition, Paris, J'ai lu no 420, 1972 ; réédition, Paris, Librairie des Champs-Élysées, coll. Club des Masques no 550, 1985 ; réédition dans Le Baron, vol. 1, Paris, Librairie des Champs-Élysées, coll. Les Intégrales de Masque, 1993
- The Baron and the Beggar (1947) Publié en français sous le titre Le Baron soupçonne la cloche, Paris, Ditis, coll. La Chouette no 25, 1956 ; réédition, Paris, J'ai lu police no 77, 1968 ; réédition sous le titre Le Baron et le clochard, Paris, Librairie des Champs-Élysées, coll. Club des Masques no 552, 1985 ; réédition dans Le Baron, vol. 1, Paris, Librairie des Champs-Élysées, coll. Les Intégrales de Masque, 1993
- A Rope for the Baron (1948) Publié en français sous le titre Une corde pour le Baron, Paris, Ditis, coll. La Chouette no 38, 1956 ; réédition, Paris, J'ai lu police no 5, 1964 ; réédition, Paris, J'ai lu no 429, 1972 ; réédition, Paris, Librairie des Champs-Élysées, coll. Club des Masques no 553, 1985 ; réédition dans Le Baron, vol. 2, Paris, Librairie des Champs-Élysées, coll. Les Intégrales de Masque, 1994
- Blame the Baron (1948) Publié en français sous le titre Le Baron cambriole, Paris, Ditis, coll. La Chouette no 50, 1957 ; réédition, Paris, J'ai lu police no 17, 1964 ; réédition, Paris, J'ai lu no 356, 1970 ; réédition, Paris, Librairie des Champs-Élysées, coll. Club des Masques no 554, 1985 ; réédition dans Le Baron, vol. 2, Paris, Librairie des Champs-Élysées, coll. Les Intégrales de Masque, 1994
- Books for the Baron (1949) Publié en français sous le titre Le Baron bouquine, Paris, Ditis, coll. La Chouette no 62, 1957 ; réédition, Paris, J'ai lu police no 13, 1964 ; réédition, Paris, J'ai lu no 460, 1972 ; réédition, Paris, Librairie des Champs-Élysées, coll. Club des Masques no 556, 1985 ; réédition dans Le Baron, vol. 2, Paris, Librairie des Champs-Élysées, coll. Les Intégrales de Masque, 1994
- Cry for the Baron (1950) Publié en français sous le titre Larmes pour le Baron, Paris, J'ai lu police no 89, (volume annoncé, non paru) ; réédition, Paris, J'ai lu no 352, 1970 ; réédition, Paris, Librairie des Champs-Élysées, coll. Club des Masques no 573, 1985 ; réédition dans Le Baron, vol. 3, Paris, Librairie des Champs-Élysées, coll. Les Intégrales de Masque, 1997
- Trap the Baron (1950) Publié en français sous le titre Piège pour le Baron, Paris, J'ai lu no 437, 1972 ; réédition, Paris, Librairie des Champs-Élysées, coll. Club des Masques no 579, 1986
- Shadow for the Baron (1951) Publié en français sous le titre L'Ombre du Baron, Paris, Ditis, coll. La Chouette no 84, 1958 ; réédition, Paris, J'ai lu police no 21, 1964 ; réédition, Paris, J'ai lu no 360, 1970 ; réédition, Paris, Librairie des Champs-Élysées, coll. Club des Masques no 558, 1985 ; réédition dans Le Baron, vol. 2, Paris, Librairie des Champs-Élysées, coll. Les Intégrales de Masque, 1994
- Attack the Baron (1951) Publié en français sous le titre Le Baron riposte, Paris, Ditis, coll. La Chouette no 99, 1958 ; réédition, Paris, J'ai lu police no 25, 1965 ; réédition, Paris, J'ai lu no 477, 1973 ; réédition, Paris, Librairie des Champs-Élysées, coll. Club des Masques no 560, 1985 ; réédition dans Le Baron, vol. 2, Paris, Librairie des Champs-Élysées, coll. Les Intégrales de Masque, 1994
- Warn the Baron (1952) Publié en français sous le titre Le Baron est prévenu, Paris, Ditis, coll. La Chouette no 126, 1959 ; réédition, Paris, J'ai lu police no 37, 1965 ; réédition, Paris, J'ai lu no 371, 1970 ; réédition, Paris, Librairie des Champs-Élysées, coll. Club des Masques no 565, 1985 ; réédition dans Le Baron, vol. 3, Paris, Librairie des Champs-Élysées, coll. Les Intégrales de Masque, 1997
- The Baron in France (1953) Publié en français sous le titre Le Baron passe la Manche, Paris, Ditis, coll. La Chouette no 154, 1959 ; réédition, Paris, J'ai lu police no 93, (volume annoncé, non paru) ; réédition, Paris, J'ai lu no 367, 1970 ; réédition, Paris, Librairie des Champs-Élysées, coll. Club des Masques no 559, 1985 ; réédition dans Le Baron, vol. 2, Paris, Librairie des Champs-Élysées, coll. Les Intégrales de Masque, 1994
- The Baron Goes East (1953) Publié en français sous le titre Le Baron voyage, Paris, Ditis, coll. La Chouette no 113, 1959 ; réédition, Paris, J'ai lu police no 29, 1965 ; réédition, Paris, J'ai lu no 364, 1970 ; réédition, Paris, Librairie des Champs-Élysées, coll. Club des Masques no 563, 1985 ; réédition dans Le Baron, vol. 2, Paris, Librairie des Champs-Élysées, coll. Les Intégrales de Masque, 1994
- Danger for the Baron (1953) Publié en français sous le titre Le Baron risque tout, Paris, J'ai lu no 456, 1972 ; réédition, Paris, Librairie des Champs-Élysées, coll. Club des Masques no 580, 1986
- The Baron Goes Fast (1954)
- Nest-Egg for the Baron ou Deaf, Dumb and Blonde (1954) Publié en français sous le titre Le Baron et les œufs d'or, Paris, Ditis, coll. La Chouette no 187, 1960 ; réédition, Paris, J'ai lu police no 60, 1967 ; réédition, Paris, J'ai lu no 521, 1974 ; réédition, Paris, Librairie des Champs-Élysées, coll. Club des Masques no 566, 1986 ; réédition dans Le Baron, vol. 3, Paris, Librairie des Champs-Élysées, coll. Les Intégrales de Masque, 1997
- Help from the Baron (1955) Publié en français sous le titre Un solitaire pour le Baron, Paris, Ditis, coll. La Chouette no 211, 1961 ; réédition, Paris, J'ai lu police no 67, 1968 ; réédition, Paris, J'ai lu no 494, 1973 ; réédition, Paris, Librairie des Champs-Élysées, coll. Club des Masques no 567, 1986 ; réédition sous le titre Solitaire pour le Baron dans Le Baron, vol. 3, Paris, Librairie des Champs-Élysées, coll. Les Intégrales de Masque, 1997
- Hide the Baron (1956)
- Frame the Baron ou The Double Frame (1957)
- Red Eye for the Baron ou Blood Red (1958) Publié en français sous le titre Une sultane pour le Baron, Paris, J'ai lu no 411, 1972 ; réédition, Paris, Librairie des Champs-Élysées, coll. Club des Masques no 574, 1986
- Black for the Baron ou If Anything Happens to Hester (1959)
- Salute for the Baron (1960)
- A Branch for the Baron ou The Baron Branches Out (1961) Publié en français sous le titre Le Baron et le fantôme, Paris, J'ai lu police no 47, 1966 ; réédition, Paris, J'ai lu no 389, 1966 ; réédition, Paris, Librairie des Champs-Élysées, coll. Club des Masques no 571, 1986 ; réédition dans Le Baron, vol. 3, Paris, Librairie des Champs-Élysées, coll. Les Intégrales de Masque, 1997
- Bad for the Baron ou The Baron and the Stolen Legacy (1962) Publié en français sous le titre Le Baron aux abois, Paris, J'ai lu police no 9, 1964 ; réédition, Paris, J'ai lu no 450, 1972 ; réédition, Paris, Librairie des Champs-Élysées, coll. Club des Masques no 569, 1986 ; réédition dans Le Baron, vol. 3, Paris, Librairie des Champs-Élysées, coll. Les Intégrales de Masque, 1997
- A Sword for the Baron ou He Baron and the Mogul Swords (1963) Publié en français sous le titre Le Baron et le sabre mongol, Paris, J'ai lu police no 33, 1965 ; réédition, Paris, Librairie des Champs-Élysées, coll. Club des Masques no 570, 1986 ; réédition dans Le Baron, vol. 3, Paris, Librairie des Champs-Élysées, coll. Les Intégrales de Masque, 1997
- The Baron on Board (1964) Publié en français sous le titre Le Baron et le masque d'or, Paris, J'ai lu no 469, 1973 ; réédition, Paris, Librairie des Champs-Élysées, coll. Club des Masques no 581, 1986
- The Baron and the Chinese Puzzle (1964)
- Sport for the Baron (1966)
- Affair for the Baron (1967)
- The Baron and the Missing Old Masters (1968)
- The Baron and the Unfinished Portrait (1969)
- Last Laugh for the Baron (1970)
- The Baron Goes A-Buying (1971)
- The Baron and the Arrogant Artist (1972)
- Burgle the Baron (1973)
- The Baron - King Maker (1975), publication posthume
- Love for the Baron (1979), publication posthume

#### Autres romans signés Anthony Morton
- Mr. Quentin Investigates (1943)
- Introducing Mr. Brandon (1944)
- Panic! (1970)

#### SérieGideon, signée J.J. Marric
- Gideon's Day (1955) Publié en français sous le titre 24 heures de la vie d'un flic, Paris, Presses de la Cité, Un mystère no 271, 1956
- Gideon's Week (1956) Publié en français sous le titre 7 jours de la vie d'un flic, Paris, Presses de la Cité, Un mystère no 335, 1957
- Gideon's Night (1957) Publié en français sous le titre La Nuit d'un flic, Paris, Presses de la Cité, Un mystère no 423, 1958
- Gideon's Month (1958) Publié en français sous le titre Un mois de la vie d'un flic, Paris, Presses de la Cité, Un mystère no 488, 1959
- Gideon's Staff (1959) Publié en français sous le titre Certains l'aiment... refroidi, Paris, Presses de la Cité, Un mystère no 538, 1960
- Gideon's Risk (1960) Publié en français sous le titre Alerte à Scotland Yard, Paris, Presses de la Cité, Un mystère no 530, 1960
- Gideon's Fire (1961) Publié en français sous le titre La rousse a le feu sacré, Paris, Presses de la Cité, Un mystère no 626, 1962
- Gideon's March (1962) Publié en français sous le titre Meurtre au sommet, Paris, Presses de la Cité, Un mystère no 675, 1963
- Gideon's Ride (1963) Publié en français sous le titre La Mort en balade, Paris, Presses de la Cité, Un mystère no 703, 1964
- Gideon's Vote (1964)
- Gideon's Lot (1965) Publié en français sous le titre Crime cocktail, Paris, Presses de la Cité, Mystère 2e série no 11, 1966
- Gideon's Badge (1966) Publié en français sous le titre Escrocs migrateurs, Paris, Presses de la Cité, Mystère 2e série no 39, 1967
- Gideon's Wrath (1967) Publié en français sous le titre Dynamite et Midinettes, Paris, Presses de la Cité, Mystère 2e série no 78, 1968
- Gideon's River (1968) Publié en français sous le titre La Tamise pour cercueil, Paris, Presses de la Cité, Mystère 3e série no 30, 1969
- Gideon's Power (1969) Publié en français sous le titre Centrale party, Paris, Presses de la Cité, Mystère 3e série no 43, 1970
- Gideon's Sport (1970) Publié en français sous le titre Du sport pour Gideon, Paris, Presses de la Cité, Mystère 3e série no 109, 1970
- Gideon's Art (1971) Publié en français sous le titre Gideon au musée, Paris, Presses de la Cité, Mystère 3e série no 191, 1973 ; réédition, Paris, Presses de la Cité, Punch no 1, 1973
- Gideon's Men (1972) Publié en français sous le titre Scotland Yard ouvre le bal, Paris, Presses de la Cité, Punch no 4, 1973
- Gideon's Press (1973)
- Gideon's Fog (1975), publication posthume
- Gideon's Drive (1976), publication posthume
- Gideon's Force (1978), publication posthume

#### SérieMartin et Richard Fane, signée Michael Halliday
- Take a Body (1952)
- Lame Dog Murder (1952)
- Murder in the Stars (1953) Publié en français sous le titre Querelle de famille, Paris, Librairie des Champs-Élysées, Le Masque no 749, 1962 ; réédition, Paris, Librairie des Champs-Élysées, Le Club des Masques no 149, 1972
- Man on the Run (1953) Publié en français sous le titre Un homme en fuite, Paris, Librairie des Champs-Élysées, Le Masque no 695, 1960 ; réédition, Paris, Librairie des Champs-Élysées, Le Club des Masques no 73, 1969

#### SérieDocteur Cellinisignée Michael Halliday
- Cunning as a Fox (1965) Publié en français sous le titre De notre sang !, Paris, Dupuis, coll. Minuit no 9, 1966
- Wicked as the Devil (1966)
- Sly as a Serpent (1967)
- Cruel as a Cat (1968) Publié en français sous le titre Hardie Trudie, Paris, Librairie des Champs-Élysées, Le Masque no 1100, 1969
- Too Good to be True (1969) Publié en français sous le titre Pitié pour un juste, Paris, Librairie des Champs-Élysées, Le Masque no 1138, 1970
- A Period of Evil (1970)
- As Lonely as the Damned (1971) Publié en français sous le titre La Solitude des damnés, Paris, Librairie des Champs-Élysées, Le Masque no 1273, 1973 ; réédition, Paris, Librairie des Champs-Élysées, Le Club des Masques no 386, 1979
- As Empty as Hate (1972) Publié en français sous le titre L'Héritage de la haine, Paris, Librairie des Champs-Élysées, Le Masque no 1295, 1973
- As Merry as Hell (1973)
- This Man Did I Kill ? (1974), publication posthume
- The Man Who Was Not Himself (1975), publication posthume

#### Autres romans signés Michael Halliday
- Three for Adventure (1937)
- Four Find Danger (1937)
- Two Meet Trouble (1938)
- Heir to Murder (1940)
- Murder Comes Home (1940)
- Who Saw Him Die ? (1941)
- Murder by the Way (1941)
- Foul Play Suspected (1942)
- Who Died at the Grange ? (1942)
- Five to Kill (1942)
- Murder at King's Kitchen (1943)
- Who Said Murder ? (1944)
- Crime With Many Voices (1945)
- No Crime More Cruel (1945)
- Murder Makes Murder (1946)
- Mystery Motive (1947)
- First a Murder (1947) Publié en français sous le titre Complice ?, Paris, Librairie des Champs-Élysées, Le Masque no 380, 1950
- Lend a Hand to Murder (1948) Publié en français sous le titre Un meurtre au départ, Paris, Librairie des Champs-Élysées, Le Masque no 486, 1954 ; réédition, Paris, Librairie des Champs-Élysées, Le Club des Masques no 116, 1971
- No End to Danger (1948)
- Who Killed Rebecca ? (1949)
- The Dying Witnesses (1949) Publié en français sous le titre Les témoins disparaissent, Paris, Librairie des Champs-Élysées, Le Masque no 699, 1960 ; réédition, Paris, Librairie des Champs-Élysées, Le Club des Masques no 84, 1969
- Murder Weekend (1950) Publié en français et signée Jeremy York sous le titre Week-end meurtrier, Paris, Marabout no 290, 1960
- Dine with Murder (1950)
- Quarrel with Murder (1951)
- Death Out of Darkness (1954)
- Out of the Shadows (1954) Publié en français sous le titre Hors de l'ombre, Paris, Librairie des Champs-Élysées, Le Masque no 685, 1960 ; réédition, Paris, Librairie des Champs-Élysées, Le Club des Masques no 179, 1973
- Cat and Mouse ou Hilda Takes Heed (1955) Publié en français et signée Jeremy York sous le titre Le Chat et la souris, Paris, Marabout no 253, 1959
- Murder at End House (1955)
- Runaway (1957) Publié en français sous le titre Il faut que cet homme s'en aille, Paris, Librairie des Champs-Élysées, Le Masque no 654, 1959
- Death of a Stranger ou Come Here and Die (1957) Publié en français sous le titre Chambre 799, Paris, Librairie des Champs-Élysées, Le Masque no 710, 1961 ; réédition, Paris, Librairie des Champs-Élysées, Le Club des Masques no 105, 1970
- Murder Assured (1958) Publié en français sous le titre On demande une secrétaire, Paris, Librairie des Champs-Élysées, Le Masque no 673, 1960 ; réédition, Paris, Librairie des Champs-Élysées, Le Club des Masques no 248, 1975
- Missing from Home ou Missing (1959) Publié en français et signée Jeremy York sous le titre Hilda en savait trop, Paris, Marabout no 285, 1959
- Thicker than Water (1959)
- How Many to Kill ou The Girl in the Leopard Skin Bag (1960) Publié en français et signée Jeremy York sous le titre Au suivant, messieurs dames..., Paris, Marabout no 298, 1960
- Go Ahead with Murder ou Two for the Money (1960)
- The Man I Killed (1961) Publié en français et signée Jeremy York sous le titre Un mort sur les bras, Paris, Marabout no 320, 1963
- The Edge of Terror (1961) Publié en français et signée Jeremy York sous le titre Plus morte que vive !, Paris, Marabout no 309, 1962
- Hate to Kill (1962) Publié en français sous le titre Cinq mille livres, Paris, Librairie des Champs-Élysées, Le Masque no 795, 1963
- The Quiet Fear (1963) Publié en français sous le titre Angoisse, Paris, Librairie des Champs-Élysées, Le Masque no 832, 1964 ; réédition, Paris, Librairie des Champs-Élysées, Le Club des Masques no 261, 1975
- Guilt of Innocence (1964) Publié en français sous le titre Avez-vous bien dormi ?, Paris, Librairie des Champs-Élysées, Le Masque no 885, 1965 ; réédition, Paris, Librairie des Champs-Élysées, Le Club des Masques no 220, 1974

#### SériePatrick "Rock" Dawlish, signée Gordon Ashe (signée Anthony Morton en France)
- Death on Demand (1939)
- The Speaker ou The Croaker (1939)
- Terror by Day (1940) Publié en français sous le titre Terreur à midi, Paris, Ditis, coll. La Chouette, série Rock, no 31, 1956
- Secret Murder (1940) Publié en français sous le titre Vous me faites bien rire, Paris, Ditis, coll. La Chouette, série Rock, no 42, 1956
- Beware Danger (1941) Publié en français sous le titre Stop... danger, Paris, Ditis, coll. La Chouette, série Rock, no 58, 1957
- Murder Most Foul (1942)
- There Goes Death (1942)
- Death in High Places (1942) Publié en français sous le titre Des morts bien renseignés, Paris, Ditis, coll. La Chouette, série Rock, no 68, 1957
- Death in Flames (1943)
- Two Men Missing (1943)
- Rogues Rampant (1944)
- Death on the Move (1945)
- Invitation to Adventure (1945)
- Here is Danger (1946)
- Give Me Murder (1947)
- Murder Too Late (1947)
- Dark Mystery (1948)
- Engagement with Death (1948)
- A Puzzle in Pearls (1949)
- Kill or Be Killed (1949) Publié en français sous le titre L'Énigmatique Lord Calder, Paris, Ditis, coll. La Chouette, série Rock, no 164, 1960
- The Dark Circle (1950)
- Murder with Mushrooms (1950)
- Death in Diamonds (1951)
- Missing or Dead? (1951)
- Death in a Hurry (1952) Publié en français sous le titre Mort en vitesse, Paris, Ditis, coll. La Chouette, série Rock, no 106, 1958
- The Long Search ou Drop Dead (1953)
- Sleepy Death (1953)
- Double for Death (1954)
- Death in the Trees (1954)
- The Kidnapped Child ou The Snatch (1955)
- Day of Fear (1956)
- Wait for Death (1957)
- Come Home to Death ou The Pack of Lies (1958)
- Elope to Death (1959)
- Don't Let Him Kill ou The Man Who Laughed at Murder (1960)
- The Crime Haters (1961)
- Rogues Ransom (1962)
- Death from Below (1963)
- The Big Call (1964)
- A Promise of Diamonds (1965)
- A Taste of Treasure (1966)
- A Clutch of Coppers (1967)
- A Shadow of Death (1968)
- A Scream of Murder (1970)
- A Nest of Traitors (1970) Publié en français et signée John Creasey sous le titre Trahison à tout prix, Paris, Presses de la Cité, coll. Espiorama no 17, 1971
- A Rabble of Rebels (1971)
- A Life for a Death (1973)
- A Herald of Doom (1973)
- A Blast of Trumpets (1975)
- A Plague of Demons (1976)

#### Autres romans signés Gordon Ashe
- Who Was the Jester? ou The Masked Gunman (1940)
- The Man Who Stayed Alive (1955)
- No Need to Die ou You've Bet Your Life (1956)

#### SérieMark Kilby, signée Robert Caine Frazer
- Mark Kilby Solves a Murder (1959) Publié en français sous le titre Un couteau sur la langue, Paris, Presses Internationales, coll. Choc Policier no 2, 1962
- Mark Kilby and the Secret Syndicate (1960)
- Mark Kilby and the Miami Mob (1960)
- The Hollywood Hoax (1961)
- Mark Kilby Stands Alone (1962) Publié en français sous le titre Une lame dans la main, Paris, Presses Internationales, coll. Choc Policier no 9, 1963
- Mark Kilby Takes a Risk (1962)

#### Romans signés Peter Manton
- The Greyvale School Mystery (1937)
- Murder Manor (1937) Publié en français sous le titre La Maison du crime, Paris, Simon, coll. Police-Secours, 1941
- Stand By for Danger (1937)
- Circle of Justice (1938)
- Three Day's Terror (1938) Publié en français sous le titre La Peur de Félix Corder, Paris, Diamond Press, coll. Mystery Club no 7, 1949
- Death Looks On (1939)
- The Crime Syndicate (1939)
- Murder in the Highlands (1939)
- The Midget Marvel (1940)
- Policeman's Triumph (1948)
- Thief in the Night (1950)
- No Escape from Murder (1953) Publié en français et signé Michael Halliday sous le titre Non, madame, c'est impossible, Paris, Librairie des Champs-Élysées, coll. Le Masque no 849, 1964 ; Paris, Librairie des Champs-Élysées, Le Club des Masques no 137, 1972
- The Charity Killers (1954)
- The Crooked Killer (1954)

#### SérieSuperintendant Follysignée Jeremy York
- Find the Body (1945)
- Murder Came Late (1946)
- Run Away to Murder (1947)
- Let's Kill Uncle Lionel (1947)

#### Autres romans signés Jeremy York
- By Persons Unknown (1941)
- Murder Unseen (1943)
- No Alibi (1944)
- Murder in the Family (1944)
- Yesterday's Murder (1945)
- Close the Door on Murder (1948)
- Death to My Killer (1950)
- Sentence of Death (1950)
- Voyage of Death ou Voyage with Murder (1952) Publié en français sous le titre La mort rôde à bord, Paris, Marabout no 313, 1962
- Safari with Murder (1953)
- So Soon to Die (1955)
- Seeds of Murder (1956) Publié en français sous le titre Graines de meurtre, Paris, Marabout no 249, 1959
- Sight of Death (1956) Publié en français sous le titre La Mort sous les yeux, Paris, Marabout no 264, 1960
- My Brother's Killer (1958) Publié en français sous le titre Le Meurtrier de mon frère, Paris, Marabout no 257, 1959
- Hide and Kill (1959)
- To Kill or to Die ou To Kill or Die (1960) Publié en français sous le titre D'un meurtre à l'autre, Paris, Marabout no 294, 1961

#### SérieBruce Murdochsignée Norman Deane
- Secret Errand (1939)
- Dangerous Journey (1939)
- Unknown Mission (1940)
- The Withered Man (1940)
- I Am the Withered Man (1941)
- Where Is the Withered Man? (1942)

#### SérieLiberatorsignée Norman Deane
- Return to Adventure (1943)
- Gateway to Escape (1944)
- Come Home to Crime (1945)

#### Autres romans signés Norman Deane
- Play for Murder (1946)
- The Silent House (1946)
- Intent to Murder (1948)
- Why Murder? (1948)
- The Man I Didn't Kill (1949) Publié en français et signée Jeremy York sous le titre L'Homme que je n'ai pas tué, Paris, Marabout no 290, 1961
- No Hurry To Kill (1950)
- Double for Murder (1951) Publié en français et signée Jeremy York sous le titre La mort avait le mauvais rôle, Paris, Marabout no 196bis, 1957
- Golden Death (1952)
- Look at Murder (1952) Publié en français et signée Jeremy York sous le titre La Revanche de la momie, Paris, Marabout no 315, 1963
- Murder Ahead (1953) Publié en français et signée Jeremy York sous le titre Meurtre en perspective, Paris, Marabout no 317, 1963
- Death in the Spanish Sun (1954) Publié en français et signée Jeremy York sous le titre Meurtre au soleil, Paris, Marabout no 319, 1963
- Incense to Death (1954)

### Listes du nombre des autres romans «hors série» par pseudonyme
- 20 titres sous le nom de M. E. Cooke
- 7 titres sous le nom de Patrick Gill
- 4 titres sous le nom de Kyle Hunt
- 3 titres sous le nom de Richard Martin
- 2 titres sous le nom de Rodney Mattheson
- 1 titre sous le nom de Brian Hope
- 1 titre sous le nom de Colin Hughes
- 1 titre sous le nom de Charles Hogarth

## Prix et distinctions
- Edgar du meilleur roman policier 1962 pour La rousse a le feu sacré (sous le pseudonyme de J. J. Marric).
- Grand Master Award 1969.

## Décorations
- Membre de l'Ordre de l'Empire britannique (1946)

## Sources
- Article « Plus fort que Simenon » sous titré : « J. Creasey a battu les records de productivité du père de Maigret », Janvier 1961 dans le n°85 du mensuel Lectures pour Tous – Je sais tout (page 85), avec une photo de l’écrivain.

- Jacques Baudou et Jean-Jacques Schleret, Le Vrai Visage du Masque, vol. 1, Paris, Futuropolis, 1984, 476 p. (OCLC 311506692), p. 137-142.
- Anne Martinetti, "Le Masque" : histoire d'une collection, Amiens, Encrage, coll. « Références » (no 3), 1997, 143 p. (ISBN 978-2-906389-82-3), p. 66.
- Claude Mesplède (dir.), Dictionnaire des littératures policières, vol. 1 : A - I, Nantes, Joseph K, coll. « Temps noir », 2007, 1054 p. (ISBN 978-2-910686-44-4, OCLC 315873251), p. 162 (Le Baron), p. 386-387 (Dr. Cellini), p. 493-494 (John Creasey), p. 546 (Dawlish), p. 570 (Département Z), p. 838-839 (Gideon)
- Claude Mesplède (dir.), Dictionnaire des littératures policières, vol. 2 : J - Z, Nantes, Joseph K, coll. « Temps noir », 2007, 1086 p. (ISBN 978-2-910686-45-1, OCLC 315873361), p. 481 (Dr. Palfrey), p. 575 (Le Prince), p. 1009-1010 (Inspecteur West).